# Fatima Massaquoi
Fatima Massaquoi, född mellan 1904 och 1912 i Sierra Leone, död 1978, var en författare och professor.

## Biografi
Fatima Massaquoi föddes 1904 som dotter till kungen av Gallinas i södra Sierra Leone. Hon tillhörde vaifolket. År 1922 blev hennes far utsänd som diplomat till Tyskland och familjen bosatte sig i Hamburg. De var då den första afrikanska diplomatfamiljen i det nya Europa. Massaquoi lärde sig tyska och började senare studera vid Hamburgs universitet. Hon blev ständigt utsatt för rasism men då hon var stolt över sitt ursprung bar hon kläder som var karaktäristiska för hemlandet och bevarade hemlandet traditioner. På grund av nazisternas ökande  makt i Tyskland ordnade hennes far en flytt till USA någon gång mellan 1937 och 1938. Där började studera vid Lane College i Jackson i Tennessee. Två år senare bytte hon till Fisk university för att göra sitt examensarbete i beteendevetenskap.
År 1946 flyttade hon till Liberia och blev professor vid Liberias universitet. Där initierade hon ett program för afrikanska studier. Vidare arbetade hon för bevarandet av vai-språket. Massaquoi tilldelades  Förbundsrepubliken Tysklands förtjänstorden 1962 för sitt arbete med utbildning och kulturvård. Massaquoi avled 1978.